# Centerport (Nova York)
Centerport és una concentració de població designada pel cens dels Estats Units a l'estat de Nova York. Segons el cens del 2000 tenia 5.446 habitants.

## Demografia
Segons el cens del 2000, Centerport tenia 5.446 habitants, 2.022 habitatges, i 1.526 famílies. La densitat de població era de 987,2 habitants per km².
Dels 2.022 habitatges en un 34,9% hi vivien nens de menys de 18 anys, en un 65,9% hi vivien parelles casades, en un 7,4% dones solteres, i en un 24,5% no eren unitats familiars. En el 18,3% dels habitatges hi vivien persones soles el 6,8% de les quals corresponia a persones de 65 anys o més que vivien soles. El nombre mitjà de persones vivint en cada habitatge era de 2,68 i el nombre mitjà de persones que vivien en cada família era de 3,07.
Per edats la població es repartia de la següent manera: un 25% tenia menys de 18 anys, un 3,9% entre 18 i 24, un 30,8% entre 25 i 44, un 27,8% de 45 a 60 i un 12,4% 65 anys o més.
L'edat mediana era de 40 anys. Per cada 100 dones de 18 o més anys hi havia 94,3 homes.
La renda mediana per habitatge era de 92.456 $ i la renda mediana per família de 101.908 $. Els homes tenien una renda mediana de 71.786 $ mentre que les dones 54.706 $. La renda per capita de la població era de 42.763 $. Entorn de l'1,6% de les famílies i el 2,9% de la població estaven per davall del llindar de pobresa.